# Annemari Sandell-Hyvärinen
Annemari Sandell-Hyvärinen Russell (Kalanti, 2 gennaio 1977) è un'ex fondista finlandese.
Ha partecipato ai Giochi di Atlanta 1996, gareggiando nei 10.000m.
Ha vinto il campionato europeo di corsa campestre nel 1995.